# Joel Iyiegbuniwe
Joel Iyiegbuniwe (Chicago, 12 ottobre 1995) è un giocatore di football americano statunitense che milita nel ruolo di linebacker per i Carolina Panthers della National Football League (NFL).

## Carriera

### Chicago Bears
Al college Iyiegbuniwe giocò a football alla Western Kentucky University. Fu scelto dai Chicago Bears nel corso del quarto giro (115º assoluto) del Draft NFL 2018. Vi giocò per quattro stagioni e 58 partite, nessuna delle quali come titolare, mettendo a segno 29 tackle e un fumble forzato.

### Seattle Seahawks
Il 23 marzo 2022 Iyiegbuniwe firmò con i Seattle Seahawks.